# Josefin Meyer
Josefin Eva Margareta Meyer, född Hjörne 11 september 1980 i Annedals församling i Göteborg, är en svensk näringslivsperson.
Josefin Meyer är dotter till Peter Hjörne, sondotter till Lars Hjörne och sonsondotter till Harry Hjörne. Hon har examina i psykolog och i media- och kommunikationsvetenskap från Göteborgs universitet och har också utbildat sig i journalistik vid Poppius journalistskola.
Hon är sedan 2008 ledamot i styrelsen för Stampengruppens moderbolag och är verkställande ledamot i styrelsen för familjen Hjörnes ägarbolag Skärleja AB. Hon är också ledamot i Medieakademin.
Idag arbetar hon som marknadschef på Göteborgsposten och ingår i tidningens ledningsgrupp.